# 成英姝
成英姝（1968年11月16日—），籍貫江蘇興化，出生於台北。台灣作家。

## 生平
畢業於北一女中、國立清華大學化學工程學系，曾任環境工程師、電視節目企劃製作、電視節目主持人、編劇、報社總經理等。目前專職寫作。
小說作品風格獨特、筆觸銳利，呈現令人驚奇的想像奇觀，兼有異色奇幻幽默與超現實社會觀照，有「黑色小說女王」之稱。
作品曾獲得第三屆時報百萬文學獎首獎，並獲文建會選為2000年十大文學人之一，以及中國文藝協會第四十八屆中國文藝獎章。
經常被稱為「美女作家」的她，本身並不特別喜好這個頭銜。不過在女性書寫方面亦有相當成就，經常撰寫相關小說或專欄文章。另外也從事裝置藝術與攝影創作。
成英姝的祖父為武俠小說作家成鐵吾。

## 作品
- 小說
  - 《寂光與烈焰》長篇小說（印刻出版社）
  - 《惡魔的習藝》短篇小說集（印刻出版社）
  - 《人間異色之感官胡亂推理事件簿》長篇小說（九歌出版社）
  - 《哀歌》長篇小說（聯合文學）
  - 《男妲》長篇小說（聯合文學）
  - 《地獄門》長篇小說（皇冠文化）
  - 《似笑那樣遠，如吻這樣近》長篇小說（印刻出版社）
  - 《無伴奏安魂曲》長篇小說（時報文化）
  - 《人類不宜飛行》長篇小說（聯合文學）
  - 《究極無賴》中篇小說集（印刻出版社）
  - 《恐怖偶像劇》短篇小說（印刻出版社）
  - 《好女孩不做》短篇小說集 （聯合文學）
  - 《公主徹夜未眠》短篇小說集 （聯合文學）
  - 《私人放映室》極短篇小說集（聯合文學）
  - 《再放浪一點》長篇小說（鏡文學）

- 散文
  - 《戀愛無用論》（圓神）
  - 《女流之輩》（聯合文學）

- 攝影
  - 《魔術奇花》（印刻）[1]

- 其他
  - 《神之手2：透視你的生命藍圖》（心靈工坊）
  - 《神之手：認識你內在的二十二種神祕人格》（心靈工坊）

## 外部連結
- 成英姝--中時部落格
- 博客來OKAPI人物專訪 （页面存档备份，存于）
- 成英姝談新小說—因為死亡很近，所以要《再放浪一點》 （页面存档备份，存于）,鏡文學作家特寫
- 羅浥薇薇看成英姝《再放浪一點》 （页面存档备份，存于）,鏡文學書評